# 今木清志
今木 清志（いまき きよし、1962年8月5日 - ）は、プロデューサー、演出家、西日本短期大学メディア・プロモーション学科教授、学科長。専門はテレビドラマを中心としたメディア研究。学生アイドル『西短MP学科さくら組』プロデューサー。元テレビ朝日ドラマプロデューサーで『はぐれ刑事純情派』『土曜ワイド劇場』など多くを手掛ける。兵庫県姫路市出身。東京大学文学部フランス文学科卒業。

## 概要
1986年（昭和61年）4月、テレビ朝日に入社。情報番組ディレクターなどを経てドラマプロデューサーとなり、『はぐれ刑事純情派』『土曜ワイド劇場』など 数多くのドラマを手がけた後、管理職に。その後、「これまでのキャリアで得た学びを若い世代に伝えたい」との思いで定年前の転職を決意。
2022年（令和4年）西日本短期大学メディア・プロモーション学科の学科長に就任。『テレビドラマ論』『映画論』『メディアと政治』『ジャーナリズム論』等の授業で教鞭をとりながら、学生アイドルユニット『西短MP学科さくら組』をプロデュースしている。
2023年（令和5年）初の著書『アイドル力 福岡発！ 西短MP学科が日本を楽しくする』を出版。翌年以降、『アイドル力』シリーズとして、『アイドル力２』『小説アイドル力』などを出版。

## 経歴
兵庫県姫路市生まれ。兵庫県立姫路西高等学校、東京大学文学部フランス文学科を卒業。
大学時代は学生劇団に所属。演劇活動に熱中する。俳優から始め、脚本、演出を手掛けた。文学部フランス文学科では現代フランス不条理演劇を研究。卒論テーマはフランス不条理演劇の代表的作家イヨネスコ。演劇の脚本・演出経験からテレビドラマの制作を志望するようになった。
1986年（昭和61年）4月にテレビ朝日に入社。音楽番組・バラエティ番組のアシスタント・ディレクター（AD）として『歌謡ドッキリ大放送』『ミュージックステーション』を担当。
1987年（昭和62年）2月から情報番組のディレクターとして『新アフタヌーンショー』『布施明のグッDAY』を担当。
1988年（昭和63年）4月からバラエティ番組のディレクターとして『欽ちゃんのどこまで笑うの』『欽どこＴＶ』を担当。
その後『お昼のマイテレビ』『モーニングショー』『森田健作の熱血テレビ』『気になるテレビ』を経て、1992年（平成4年）4月よりドラマ番組のプロデューサー（以後、2008年5月までに全232 作品をプロデュースする）。1993年（平成5年）から『土曜ワイド劇場』を担当（以後51作品をプロデュース）。
1995年（平成7年）7月、営業局業務部に異動。スポンサー、広告会社などとテレビ広告に関する調整・交渉業務に携わる。同時にCM考査を担当。
1997年（平成9年）10月からドラマ番組のプロデューサーに復帰。1999年（平成11年）から人気刑事ドラマ「はぐれ刑事純情派」をプロデュースする（以後、全158作品）。従前からの『土曜ワイド劇場』に加え、連続ドラマ、単発ドラマを多数担当。
2000年（平成12年）5月『はぐれ刑事純情派』が第8回橋田賞を受賞。2007年（平成19年）『母とママと、私。』が全日本テレビ番組製作社連盟『第24回ATP賞』優秀賞を受賞した。
2008年（平成20年）6月から広報局宣伝部に異動。PR番組プロデューサーとして、バラエティー番組「ぷれミーヤ！」「ぷちミーヤ！」等を制作。2010年（平成22年）6月、宣伝管理 担当副部長、2011年（平成23年）7月宣伝管理担当部長、2014年（平成26年）1月、編成制作局執行予算管理担当部長を歴任。
2017年（平成29年）11月、心筋梗塞を発症。心臓カテーテル手術で一命をとりとめたが、この体験を機に、「人間、いつ死ぬか分からない。せっかく助かったからには、生きているうちに、これまでの人生で得た学びを若い世代に伝えたい」と教職を志し、全国の大学・短大のメディア系の学部・学科を調べる中で、西日本短期大学メディア・プロモーション学科を知る。講義でメディアについて教えるだけでなく、演劇公演、マスメディア出演、アイドル活動など、この学科独自の様々な表現活動の現場での指導において、これまでの人生での経験を活かせると直感。2019年（令和元年）単発の特別講義を行う。
2020年（令和2年）3月、定年前にテレビ朝日を早期退職。4月、西日本短期大学に教授として着任。単身、福岡へ移住。メディア・プロモーション学科の副学科長に就任する。『テレビドラマ論』『映画論』『ジャーナリズム論』『メディアと政治』等の授業で教鞭をとる。５月、コロナ禍で世の中が暗雲となる中、アイドルの歌で元気や癒しを届ける「コロナに負けない！プロジェクト」を企画する。学生アイドルユニット『西短MP学科さくら組』を結成、プロデュースする。7月、『西短MP学科さくら組』デビュー曲『miso soup』の楽曲制作、ミュージックビデオ制作をプロデュース。
2021年（令和3年）2月、『西短MP学科さくら組』セカンド曲『あかるいほうへ』をプロデュース。
2022年（令和4年）3月、第1回『能古島国際映画祭』実行委員を務める。4月、西日本短期大学メディア・プロモーション学科の学科長に就任。10月、『西短MP学科さくら組』3曲目となる『しあわせになりたい！』をプロデュース。
2023年（令和5年）2月、初の著書『アイドル力 福岡発！ 西短MP学科が日本を楽しくする』を出版。10月、『西短MP学科さくら組』４曲目となる『未来はきっと。』をプロデュース。
2024年（令和6年）2月、著書『アイドル力２　福岡発！ 西短MP学科が日本をもっと元気にする』を出版。7月、『アイドル力』シリーズを小説化した著書『小説アイドル力　あかるいほうへ』を出版。10月、『西短MP学科さくら組』５曲目となる『アイドル力！』をプロデュース。

## 所属学会
- 日本メディア学会

## 人物
- 趣味は演劇鑑賞。学生演劇時代から現在まで一貫して続けている[4]。
- 影響を受けた人物は作家の横山秀夫、脚本家の山田太一、演出家の蜷川幸雄と、インタビュー時に名前をあげている[4]。

## 著書
- 『アイドル力　福岡発！ 西短MP学科が日本を楽しくする』[16][17]（みらいパブリッシング）2023年 ISBN 978-4-434-31444-5
- 『アイドル力２　福岡発！ 西短MP学科が日本をもっと元気にする』[2][18][19]（みらいパブリッシング）2024年 ISBN 978-4-434-33419-1
- 『小説アイドル力　あかるいほうへ』[15]（みらいパブリッシング）2024年 ISBN 978-4-434-34009-3

## 作品

### テレビ朝日時代
ディレクター
- 『新アフタヌーンショー』
- 『布施明のグッDAY』
- 『欽ちゃんのどこまで笑うの』
- 『欽どこＴＶ』
- 『お昼のマイテレビ』
- 『モーニングショー』
- 『森田健作の熱血テレビ』
- 『気になるテレビ』
- 『もう一度あなたと』（主演：羽田美智子）

プロデューサー
- 『はぐれ刑事純情派』（主演：藤田まこと）※ 第8回橋田賞受賞
- 『ぼくらはみんな生きている」(主演：オダギリジョー）
- 『異議あり！女弁護士大岡法江』（主演：高島礼子）
- 『母とママと、私。』（主演：岸恵子）※ 全日本テレビ番組製作社連盟『第24回ATP賞』優秀賞を受賞
- 『警視庁捜査ファイル さくら署の女たち』（主演：高島礼子）
- 『長男の結婚』（主演：富司純子）
- 『土曜ワイド劇場』
  - 『牟田刑事官事件ファイル』シリーズ（主演：小林桂樹）
  - 『北の果て襟裳岬、婚約旅行殺人事件』（主演：大地真央）
  - 『血族』（主演：浅野ゆう子）
  - 『火車』（主演：三田村邦彦）
  - 『探偵久我京介』シリーズ（主演：植木等）
  - 『法医学教室の事件ファイル』シリーズ（主演：名取裕子）
  - 『街角の切り花』（主演：風間杜夫）
  - 『状況曲線』（主演：村上弘明）
  - 『聖夜の逃亡者』（主演：水谷豊）
  - 『事件』シリーズ（主演：北大路欣也）
  - 『おばはん刑事!流石姫子』シリーズ（主演：中村玉緒）
  - 『燃えた花嫁』（主演：沢口靖子）
  - 『変装婦警の殺人事件簿』シリーズ（主演：片平なぎさ）
  - 『検事・朝日奈耀子』シリーズ（主演：真野あずさ）
  - 『美人三姉妹の推理旅行』シリーズ（主演：とよた真帆）
  - 『法医 歯科学の女』シリーズ（主演：中村あずさ）
  - 『女警察署長』シリーズ（主演：浅野ゆう子）

ほか多数

### 西日本短期大学 メディア・プロモーション学科長時代
プロデュース
- 『西短MP学科さくら組』 - 学生アイドルユニット
  - 『miso soup』（2020年7月リリース）[1]
  - 『あかるいほうへ』（2021年3月リリース）[20]
  - 『しあわせになりたい！』（2022年10月リリース）[21]
  - 『未来はきっと。』（2023年10月リリース）[14]
  - 『アイドル力！』（2024年10月リリース）
- 『西短MP学科さくら組【チームさくらんぼ】』 -『西短MP学科さくら組』の妹グループ（アンダーユニット）
- 『はな組』『かぜ組』『ほし組』『そら組』 『つき組』- 学科内アイドルユニット

## 出演

### テレビ
- 『タダイマ!』（RKB毎日放送）
  - 2020年10月6日「新型コロナ終息願い奮闘　学生アイドル『癒やしと元気を』」
- 『シリタカ!』（KBC 九州朝日放送）
  - 2021年2月16日「学生アイドルがMV撮影　コロナ禍に音楽で希望を」[22]
- 『魚住りえのカイシャを伝えるテレビ』（千葉テレビ）
  - 2023年5月21日 出演[23]
- 『めんたいワイド』（FBS 福岡放送）
  - 2023年7月17日 生出演

### ラジオ
- 『Departure Lounge』（LOVE FM）
  - 2020年11月9日 生出演
  - 2021年3月1日 生出演
  - 2022年2月14日 生出演
- 『キラリ、星空キャンプ場』（CROSS FM）
  - 2022年4月11日 出演
  - 2022年4月25日 出演
  - 2022年5月9日 出演
- 『Weekend Live あんたっちゃぶる』（RKBラジオ）
  - 2022年4月15日 生出演
- 『サトコノヘヤ』（KBCラジオ）
  - 2022年6月5日 出演[24]
- 『Toi toi toi』（RKBラジオ）
  - 2022年9月12日 生出演
- 『スイッチオン！ DAYTIME』（LOVE FM）
  - 2022年9月29日 生出演
  - 2023年2月27日 生出演
- 『PAO~N!』（KBCラジオ）
  - 2023年2月20日 生出演
  - 2024年3月4日 生出演
- 『BAD KNee RADIO!!』（CROSS FM）
  - 2023年2月23日 出演
  - 2024年3月21日 出演
  - 2024年8月8日 生出演
- 『Hyper Night Program GOW!! 』（FM福岡）
  - 2023年3月8日 生出演
  - 2024年8月28日 生出演
- 『軽井沢ラジオ大学』（FM軽井沢）
  - 2024年5月29日 出演「西短MP学科さくら組とは　『アイドル力』で日本を楽しくする仕掛け人を直撃！」[25]

## 記事掲載
- 朝日新聞
  - 2020年9月1日「新型コロナ終息願い奮闘　学生アイドル『癒やしと元気を』」
  - 2020年10月18日「『はぐれ刑事純情派』の元プロデューサーが転身　今はアイドルの先生」[1]
  - 2022年9月22日「西短MP学科さくら組が新曲　『しあわせになりたい！』伝える多幸感」[12]
  - 2023年3月8日「福岡で学生アイドル育てる短大教授　元テレ朝Pの『ごほうび人生』」[3]
  - 2023年3月11日 ＜著者に会いたい＞「『アイドル力　福岡発！　西短ＭＰ学科が日本を楽しくする』　今木清志さん」[16]
  - 2024年5月23日 「大学で『アイドル力』育てるわけは？　元テレ朝プロデューサーの挑戦」[26]
- 朝日中高生新聞
  - 2024年6月2日「大学で『アイドル力』のナゼ　不安な時代、人をポジティブにさせる力培う」
- 日経新聞
  - 2023年9月30日　＜この一冊＞「アイドル力」今木清志著[17]
- 西日本新聞
  - 2020年9月24日「西日本短期大アイドルがコロナ終息願い新曲　日常の尊さ歌う」[8]
  - 2021年2月8日「アイドル、俳優目指す西短大生　コロナ禍乗り越え、3月に卒業公演」[9]
  - 2022年9月20日 「『しあわせになりたい！』西短大アイドルがコロナ終息願いMV第３弾」[11]
  - 2022年9月30日「能古島で見た青春の１ページ」[27]
  - 2023年3月8日  「『アイドル力』伝えたい」西短大MP学科長・今木教授、著作出版イベントで語る[13]
  - 2023年9月22日「テーマは『未来』 西短大アイドルユニットが第4弾MV」[14]
  - 2023年12月26日 ｢『九州のエンタメ面白く』　福岡拠点に活動する｢サンクチュアリ｣脚本家と元テレ朝Pが描く野望」[28]
  - 2024年3月10日「『アイドル力は人を幸せにする力』　西日本短大教授が出版　福岡市中央区で記念イベント」[18]
- 中日新聞
  - 2024年10月18日〈ゼロからのナゴヤアイドル学〉stage116「西短MP学科さくら組　『アイドル力』学ぶ場に」[29]
  - 2024年10月25日〈ゼロからのナゴヤアイドル学〉stage117「福岡が激戦区になったワケ　祭り好きな『のぼせもん』」[30]
- 東洋経済オンライン
  - 2024年4月7日　福岡発「"学生アイドル"による地方創生」驚く挑戦　元TVプロデューサー教授が仕掛ける"大胆施策"[19]
  - 2025年1月23日　｢短大で"アイドル"を学ぶ｣現地取材した驚く実態　｢西短MP学科さくら組｣の知られざる真実[31]
  - 2025年1月23日　短大生が｢学科アイドル｣になって起きた衝撃変化　｢学生アイドル＝遊び?学び?｣直撃取材した答え[32]